# Часові трекери
«Часові трекери» (англ. Time Trackers) — дитячий науково-фантастичний телесеріал, створений 2008 року для каналів Seven Network (Австралія) та TVNZ 2 (Нова Зеландія). Складається з 13-ти серій. Серіал є продуктом сумісного виробництва Gibson Group (Нова Зеландія) та Taylor Media (Австралія).

## Сюжет
Троє підлітків, один з майбутнього, один з теперішнього та печерна дівчина з доісторичного минулого, вирушають в часову подорож з місією зупинити вірус, який спрямований на знищення найважливіших винаходів людства.
Капітан Вірему Лав, сміливий 15-річний навігатор з майбутнього, за допомогою машини часу вирушає у 2008 рік, об'єднуючи свої сили з хлопцем з теперішнього часу, Троєм, після чого вже разом вони зустрічають Кармен, дику й безстрашну печерну дівчину.

## У ролях
| Актор                | Роль                                                       |
| -------------------- | ---------------------------------------------------------- |
| Джо Дейкерс-Рейгана  | Капітан Вірему                                             |
| Казимир Сас          | Трой                                                       |
| Фелісіті Милованович | Кармен                                                     |
| Девід Сміт           | голос Кулі (пес-робот)                                     |
| Маркус Грегем        | Кевін (Доросла версії 10.1 перепрограмована у версію 12.4) |
| Воген Слінн          | Доросла версії 10.1                                        |
| Джон Інгліш          | Трой у старості                                            |
| Джорджія Ріппін      | Оповідач                                                   |

## Епізодичні появи
| Актор          | Роль              |
| -------------- | ----------------- |
| Ігор Сас       | Галілео           |
| Ангус Семпсон  | Леонардо да Вінчі |
| Еррол Шенд     | Ісаак Ньютон      |
| Емметт Скілтон | Ернест Резерфорд  |

## Епізоди
- Епізод 1: Gadget 2008 — «Гаджет 2008»
- Епізод 2: Round Spinning Thing 2088 PH — «Окружна спінінгова річ 2088»
- Епізод 3: Pendulum Swing Like A Pendulum Do — «Маятник гойдається, як маятник»
- Епізод 4: Gutenberg — «Гутенберг»
- Епізод 5: Da Vinci — «Да Вінчі»
- Епізод 6: The Pacemaker — «Миротворець»
- Епізод 7: Music Wars — «Музичні війни»
- Епізод 8: Mad King George — «Божевільний король Джордж»
- Епізод 9: Newton — «Ньютон»
- Епізод 10: Fire-pop — «Вогняний поп»
- Епізод 11: The Future — «Майбутнє»
- Епізод 12: Split Atoms — «Розщеплення Атома»
- Епізод 13: The Final Countdown — «Фінальний відлік»